# Percebe
El percebe o peu de cabra comú (Pollicipes pollicipes) és una espècie de crustaci de la classe dels cirrípedes (Cirripedia) de l'ordre Pedunculata.
Aquest animal viu en grups fixats sobre les roques batudes per l'onatge. S'alimenta per filtració, perquè, a causa de la seva manca d'extremitats, perduren immòbils adherits a les roques tota la vida. El cos és protegit per una sèrie de plaques i se subjecta al substrat per un peduncle carnós, desenvolupat per modificacions de les seves antenes. No té ulls. Igual que la resta dels cirrípedes, és hermafrodita. Com tots els crustacis el seu desenvolupament no és directe, car necessita realitzar una sèrie de mudes (ècdisis) per créixer. El seu estat larvari presenta nauplius de vida lliure, que al desenvolupar-se es transforma en una larva cipris. Ambdues són pelàgiques, i pertanyen, durant aquesta etapa de la seva vida, al plàncton (concretament al meroplàncton).

## Gastronomia

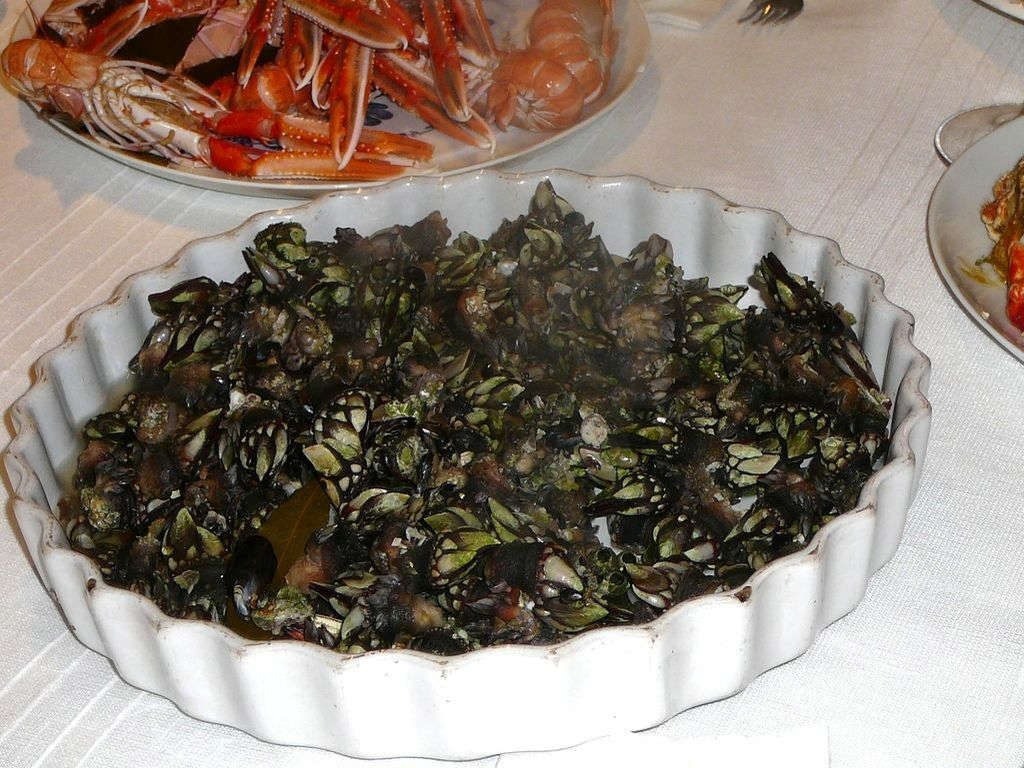
Plat de peus de cabra

El peu de cabra comú és un cirrípede relativament gros, molt apreciat des de temps antics a la península Ibèrica, especialment a Galícia i Portugal.
Normalment els peus de cabra es consumeixen bullits amb sal i es serveixen freds. Sovint es condimenten amb llimona. Són ideals com a part del vermut i complementen molt bé altres mariscs, com cloïsses, escopinyes o gambes.
Es troba al peu dels penya-segats, fixada a les roques en zones fortament batudes, el que els fa difícils per capturar. És típicament atlàntic, tot i que també se n'han trobat a Formentor, Mallorca. És un marisc molt estimat i això n'encareix el preu.
Cal no confondre el peu de cabra amb el peu de cabrit (Arca noae), un altre marisc menys apreciat i molt diferent malgrat el nom, que no és un crustaci cirrípede sinó un mol·lusc bivalve.